# Chuck Stevenson
Charles « Chuck » Stevenson, né le 15 octobre 1919 à Sidney (Montana) et décédé le 21 août 1995 à Benson (Arizona), était un pilote automobile américain, sur routes et circuits.

## Carrière
Sa carrière en sport automobile s'étale sur plus d'une quinzaine d'années, entre 1949 et 1965.  
Il dispute 53 courses du Championnat américain de course automobile AAA (jusqu'en 1954) puis USAC (à partir de 1960, après 6 années d’absence), obtenant le titre national en 1952 sur Kurtis 4000-Offy, ainsi que 4 victoires (Milwaukee 200 et Ted Horn Memorial de DuQuoin en 1952, puis de nouveau le Milwaukee en 1953 au Milwaukee Mile, et en 1954 le Rex Mays Classic, ou Wisconsin 250, sur ce même speedway).
Il participe aux 500 miles d'Indianapolis à neuf reprises entre 1951 et 1965, se classant sixième en 1961 sur Epperly-Offenhauser.

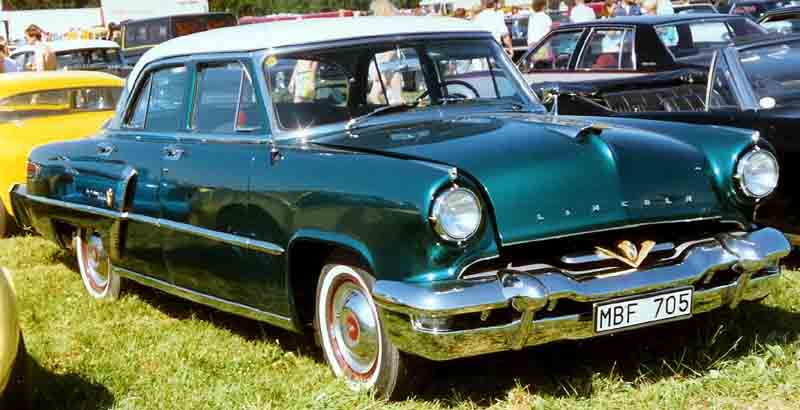
Une Lincoln Capri Sedan I de 1953.

Il dispute aussi quatre fois la Carrera Panamericana de 1951 à 1954, remportant la classe berline (ou groupe Tourisme) en 1952 et 1953 sur une Lincoln Capri (en) de première génération (seul pilote à avoir obtenu deux succès dans cette épreuve, avec alors deux septième places au général).

## Distinction
- West Coast Stock Car Hall of Fame inductees.